# Renouée de Sakhaline
Reynoutria sachalinensis, Fallopia sachalinensis
Espèce
Synonymes
- Fallopia sachalinensis (F.Schmidt) Ronse Decr.[2],[3],[4]
- Polygonum sachalinense F.Schmidt[2],[3],[4]
- Reynoutria brachyphylla (Honda) Nakai[4]
- Reynoutria sachalinensis (F.Schmidt) Nakai (préféré par BioLib)[2] (préféré par GRIN)[3]
- Tiniaria sachalinensis (F.Schmidt) Janch.[2],[4]

Fallopia sachalinensis, la Renouée de Sakhaline, est une espèce de plantes envahissantes de la famille des Polygonacées. Selon les sources, cette espèce est incluse dans le genre Fallopia ou dans le genre Reynoutria.

## Taxonomie
- Fallopia sachalinensis F.Schmidt Ronse Decr., 1988[6]
- Reynoutria sachalinensis (Friedrich Schmidt Petrop.) Nakai[7]

### Synonymes
- Fallopia sachalinensis (F.Schmidt) Ronse Decr.[2],[3],[4]
- Polygonum sachalinense F.Schmidt[2],[3],[4]
- Reynoutria brachyphylla (Honda) Nakai[4]
- Reynoutria sachalinensis (F. Schmidt) Nakai (préféré par BioLib)[2](préféré par GRIN)[3]
- Tiniaria sachalinensis (F. Schmidt) Janch.[2]
- Tiniaria sachalinensis (F.Schmidt) Janch.[4]

### Liste des variétés
Selon Tropicos (29 octobre 2018) :
- variété Fallopia sachalinensis var. intermedia Yonek. & H. Ohashi

## Étymologie
Le nom commun de renouée vient de l'aspect noueux des tiges, il est aussi attribué aux plantes du genre Polygonum. Sakhaline est une île située à l'est de la fédération de Russie.

## Description

### Appareil végétatif
Fallopia sachalinensis est une plante herbacée vivace à tige rougeâtre, lisse, creuse et cassante pouvant atteindre une hauteur de 3 m. Les grandes feuilles alternes, à base échancrée en forme de cœur, mesurent entre 20 et 40 cm de longueur et elles sont généralement légèrement poilues, au moins sur les nervures de la face inférieure des feuilles,.

### Appareil reproducteur
L'inflorescence dressée mesure de 8 à 12 cm de long et elle est insérées à l’aisselle des feuilles. Les petites fleurs blanches ont 5 pétales. Le fruit est une akène marron et brillant qui mesure environ 4 mm de long.

## Biologie
Il s'hybride parfois avec Reynoutria japonica en culture ; l'hybride Reynoutria × bohemica (Chrtek & Chrtková) JPBailey, se trouve fréquemment dans les îles britanniques et ailleurs.

## Distribution
La Renouée de Sakhaline est présente en Amérique du Nord, en Asie, en Océanie et dans la majorité des pays européens. On la trouve sur une grande partie du territoire français, plus fortement dans le nord, l'est et dans la vallée du Rhône,.

## Utilisations

### Utilisations horticoles
La Renouée de Sakhaline est utilisée comme plante ornementale.

### Utilisations alimentaires
Les pousses sont tendres et comestibles. Il a été introduit en Europe et cultivé dans de nombreux jardins botaniques. Il a été mis en évidence vers 1893, lorsqu'une sécheresse en Europe occidentale a provoqué une grave pénurie de fourrage pour le bétail. Cette plante a été peu affectée, et comme ses pousses et ses feuilles tendres étaient mangées par le bétail, la plante a été largement cultivée expérimentalement comme culture fourragère. Il s'est avéré moins utile que prévu et sa culture délibérée a été presque entièrement abandonnée. Cependant, comme F. japonica , il s'est avéré être une mauvaise herbe envahissante dans plusieurs régions. 

### Utilisations médicales
Des extraits de cette plante peuvent être utilisés comme phytoprotecteurs pour certaines maladies fongiques et bactériennes.